# 東義陽左郡
東義陽左郡，中国南北朝时设置的郡。
南朝齐武帝永明八年（490年）之前置東義陽左郡，属司州。治所在今河南省信阳市南、湖北省广水市、大悟县一带，下辖永宁县、革音县、威清县、永平县。革音县在刘宋属于随阳郡。与義陽郡相区别称之为東義陽左郡。南梁、南陈废東義陽左郡。